# Maks Kavčič
Maks Kavčič, slovenski slikar, scenograf in restavrator, * 22. maj 1909, Zgornji Porčič, † 18. februar 1973, Maribor.  

## Življenjepis
Kavčič je leta 1937 diplomiral na akademiji v Zagrebu. Od 1940 je poučeval na učiteljišču v Mariboru. Od leta 1947 do 1949 se je izpopolnjeval na specialki za konservatorstvo in tehnologijo umetnin ter v scenografiji v Pragi, od 1961 do 1973 pa je bil redni profesor na mariborski Pedagoški akademiji. 

## Delo
Kavčičev slikarski opus obsega dela v olju, gvašu in lavirani risbi; velja za enega najboljših mariborskih slikarjev. V zgodnjem obdobju njegov slog spominja na Zorana Mušiča, s katerim sta v Mariboru skupaj ustvarjala določeno obdobje. Za njegove haloške, prekmurske, istrske in sredozemske pejsaže je značilen subtilen kolorizem; figure je sprva risal realistično in v mehkih tonskih prehodih, pozneje pa v ostrih obrisnih linijah.  
Kavčič je bil tudi scenograf. Njegov slikoviti in domišljijsko razgibani scenografski opus obsega preko 40 scenskih postavitev v mariborski in ljubljanski operni hiši.
Žena Irena Kavčič in hči Metka Kavčič sta gradivo iz njegove zapuščine darovali Slovenskemu gledališkemu inštitutu  – Gledališkemu muzeju in za to leta 2020 dobili Valvasorjevo častno priznanje.